# 早乙女家の娘たち
『早乙女家の娘たち』（さおとめけのむすめたち）は、1962年製作の日本映画。

## 上映データ
| 公開日 上映時間 | 1962年（昭和37年） | 9月8日       | 日本 | 99分 |
| サイズ          | モノクロ           | 東宝スコープ |      |      |

## キャスト
- 早乙女松子：香川京子
- 早乙女梅子：白川由美
- 早乙女竹子：田村奈己
- 早乙女鶴亀：大沢健三郎
- 吉村辰郎：小泉博
- 吉村初子：津島恵子
- 吉村誠：中島善行
- 吉村民雄：金子民雄
- 田口義郎：小林桂樹
- 森川忠義：佐原健二
- 中原健吉：船戸順
- 駐在巡査：松村達雄
- 橋田：中島助男
- 宮田：宮川満矢
- 日下啓彦：どんぐり三太
- 戸部恵子：横山道代
- 稲取正勝：石田茂樹
- 刑事A：織田政雄
- 刑事B：三井紳平
- 少女の母：馬野都留子
- 八百屋の留さん：加藤春哉
- 花売りの爺さん：沢村いき雄
- 児島忠：児玉清

## スタッフ
| 製作         | 藤本真澄、宇佐美仁                                                       |
| 原作         | 壺井栄                                                                   |
| 脚本         | 堀江史朗、樫村三平                                                       |
| 音楽         | 斎藤一郎                                                                 |
| 撮影         | 飯村正                                                                   |
| 美術         | 清水喜代志                                                               |
| 録音         | 小沼渡                                                                   |
| 照明         | 金子光男                                                                 |
| 編集         | 大井英史                                                                 |
| チーフ助監督 | 木下亮                                                                   |
| 製作担当者   | 真木照夫                                                                 |
| 監督助手     | 石田勝心、大森健次郎、久松正明                                           |
| 撮影助手     | 原一民、松田俊之、小泉健一郎、近藤博幸                                   |
| 照明助手     | 森本正邦、浅野博、村上勝美、池田泰平、大澤暉男、宮川保夫、乾勝人、増田勲 |
| 照明機材     | 小島峰松                                                                 |
| 録音助手     | 林頴四郎、坂本省夫、宮内一男、近田進                                     |
| 整音         | 下永尚                                                                   |
| スチール     | 山崎淳                                                                   |
| 合成         | 松田博                                                                   |
| 音響制作     | 東宝ダビング                                                             |
| 現像         | 光映新社                                                                 |
| 監督         | 久松静児                                                                 |
| 製作・配給   | 東宝                                                                     |